# ژرمانیم سلنید
ژرمانیم سلنید (به انگلیسی: Germanium selenide) با فرمول شیمیایی GeSe یک ترکیب شیمیایی است. که جرم مولی آن ۱۵۱٫۵۷ g/mol می‌باشد. شکل ظاهری این ترکیب، سیاه است.